# Coupe des nations II féminine de hockey sur gazon 2024-2025
Navigation
2025-2026
La Coupe des nations II féminine de hockey sur gazon 2024-2025 était l'édition inaugurale de la Coupe des nations II féminine de hockey sur gazon, le tournoi annuel de promotion pour la Coupe des nations organisé par la Fédération internationale de hockey. Le tournoi se tenait du 16 au 22 juin 2025 à Wałcz en Pologne.
La France est promue à la Coupe des nations 2025-2026 à la suite de sa victoire en finale face à l'Uruguay sur le score de 3 - 1 à la séance des tirs au but après le partage 3 buts partout en temps réglementaire.

## Organisation

### Désignation du pays hôte
Le 18 novembre 2024, la Pologne est désignée pays organisateur avec pour ville hôte Wałcz. Cette organisation est annoncée par la Fédération internationale de hockey en collaboration avec la Fédération polonaise de hockey,.

### Stade
| [[Fichier:Poland adm location map.svg\|240px\|{{#if:\|{{{alt}}}\|Coupe des nations II féminine de hockey sur gazon 2024-2025 est dans la page Pologne.]]Wałcz | Wałcz             |
| --- | ----------------- |
| [[Fichier:Poland adm location map.svg\|240px\|{{#if:\|{{{alt}}}\|Coupe des nations II féminine de hockey sur gazon 2024-2025 est dans la page Pologne.]]Wałcz | Centralny Ośrodek |
| [[Fichier:Poland adm location map.svg\|240px\|{{#if:\|{{{alt}}}\|Coupe des nations II féminine de hockey sur gazon 2024-2025 est dans la page Pologne.]]Wałcz | Capacité: Inconnu |
| [[Fichier:Poland adm location map.svg\|240px\|{{#if:\|{{{alt}}}\|Coupe des nations II féminine de hockey sur gazon 2024-2025 est dans la page Pologne.]]Wałcz |                   |

## Format

### Système de promotion-relégation entre les Coupe des nations I-II
Lors du 49e congrès qui s'est tenu le 9 novembre 2024 à Mascate à Oman, la compétition se dirige vers un système de promotion-relégation entre le dernier de la Coupe des nations et le premier de la Coupe des nations II en même temps que le système de promotion-relégation entre le dernier de la Ligue professionnelle et le premier de la Coupe des nations. Ce changement de format permet à une équipe d'une division la plus basse de prendre la place de l'équipe qui terminera dernière de la Coupe des nations à la fin de la saison,.

### Compétition
Huit équipes sont réparties en deux groupes de quatre équipes. Le format est celui d'un tournoi toutes rondes : chaque équipe joue un match contre les trois autres équipes du même groupe. Les deux premiers de chaque groupe se qualifient pour la phase de promotion tandis que les deux derniers de chaque groupe se qualifient pour la phase de relégation.

### Coupe des nations 2025-2026
Huit participants concourent pour une place synonyme de promotion à la Coupe des nations 2025-2026. À la fin de la compétition, le vainqueur de la Coupe des nations II est promu à la Coupe des nations pour la saison 2025-2026.

## Équipes qualifiées
Les huit équipes les mieux classées au Classement mondial et qui ne participent pas à la Ligue professionnelle 2024-2025 et à la Coupe des nations 2024-2025 évoluent dans le tournoi.
- Tchéquie
- France
- Italie
- Malaisie
- Pologne
- Afrique du Sud
- Uruguay
- Pays de Galles

## Phase de groupes
Légende :
- Phase de promotion
- Phase de classement

### Poule A
| Rang | Équipe         | Pts | J | G | N | P | Bp | Bc | Diff |
| ---- | -------------- | --- | - | - | - | - | -- | -- | ---- |
| 1    | Uruguay        | 7   | 3 | 2 | 1 | 0 | 7  | 3  | +4   |
| 2    | Pologne H      | 7   | 3 | 2 | 1 | 0 | 6  | 3  | +3   |
| 3    | Afrique du Sud | 3   | 3 | 1 | 0 | 2 | 5  | 6  | -1   |
| 4    | Malaisie       | 0   | 3 | 0 | 0 | 3 | 3  | 9  | -6   |

| Match 3            | Afrique du Sud | 0 - 2   | Uruguay        |                                          |                                          |
| 16 juin 2025 16h00 |                | (0 - 2) | 19e, 28e Vilar | Arbitrage : Ilaria Amorosini Sarah Craig | Arbitrage : Ilaria Amorosini Sarah Craig |
| 16 juin 2025 16h00 | Rapport        |         |                | Arbitrage : Ilaria Amorosini Sarah Craig | Arbitrage : Ilaria Amorosini Sarah Craig |

| Match 4            | Pologne            | 2 - 0   | Malaisie |                                      |                                      |
| 16 juin 2025 18h00 | Tatarczuk 55e, 60e | (0 - 0) |          | Arbitrage : Rob Argent Teresa Lipsky | Arbitrage : Rob Argent Teresa Lipsky |
| 16 juin 2025 18h00 | Rapport            |         |          | Arbitrage : Rob Argent Teresa Lipsky | Arbitrage : Rob Argent Teresa Lipsky |

| Match 7            | Malaisie   | 1 - 3   | Afrique du Sud                      |                                         |                                         |
| 17 juin 2025 16h00 | Dayang 11e | (1 - 0) | 39e Mokoena · 42e Zulu · 49e Pearce | Arbitrage : Yogita Pasi Meghan McLennan | Arbitrage : Yogita Pasi Meghan McLennan |
| 17 juin 2025 16h00 | Rapport    |         |                                     | Arbitrage : Yogita Pasi Meghan McLennan | Arbitrage : Yogita Pasi Meghan McLennan |

| Match 8            | Pologne       | 1 - 1   | Uruguay     |                                      |                                      |
| 17 juin 2025 18h00 | Krychniak 47e | (0 - 1) | 7e Dallorso | Arbitrage : Ana Ortega Sharne Mayers | Arbitrage : Ana Ortega Sharne Mayers |
| 17 juin 2025 18h00 | Rapport       |         |             | Arbitrage : Ana Ortega Sharne Mayers | Arbitrage : Ana Ortega Sharne Mayers |

| Match 11           | Uruguay                                         | 4 - 2   | Malaisie       |                                             |                                             |
| 19 juin 2025 16h00 | Quinones 10e, 32e · Vilar 12e · Barrandeguy 24e | (3 - 2) | 18e, 27e Azhar | Arbitrage : Kelly-Anne Foskin Teresa Lipsky | Arbitrage : Kelly-Anne Foskin Teresa Lipsky |
| 19 juin 2025 16h00 | Rapport                                         |         |                | Arbitrage : Kelly-Anne Foskin Teresa Lipsky | Arbitrage : Kelly-Anne Foskin Teresa Lipsky |

| Match 12           | Pologne                                   | 3 - 2   | Afrique du Sud             |                                      |                                      |
| 19 juin 2025 18h00 | Wochna 4e · Krychniak 12e · Tatarczuk 21e | (3 - 1) | 1e Bobbs · 49e De Oliveira | Arbitrage : Jamie Telfer Sarah Craig | Arbitrage : Jamie Telfer Sarah Craig |
| 19 juin 2025 18h00 | Rapport                                   |         |                            | Arbitrage : Jamie Telfer Sarah Craig | Arbitrage : Jamie Telfer Sarah Craig |

### Poule B
| Rang | Équipe         | Pts | J | G | N | P | Bp | Bc | Diff |
| ---- | -------------- | --- | - | - | - | - | -- | -- | ---- |
| 1    | France         | 9   | 3 | 3 | 0 | 0 | 9  | 1  | +8   |
| 2    | Pays de Galles | 4   | 3 | 1 | 1 | 1 | 6  | 5  | +1   |
| 3    | Italie         | 4   | 3 | 1 | 1 | 1 | 7  | 7  | 0    |
| 4    | Tchéquie       | 0   | 3 | 0 | 0 | 3 | 0  | 9  | -9   |

| Match 1            | Italie                   | 3 - 3   | Pays de Galles                      |                                        |                                        |
| 16 juin 2025 12h00 | Brea 6e, 51e · Moras 36e | (1 - 2) | 23e Cradden · 28e Peers · 40e Holme | Arbitrage : Meghan McLennan Ana Ortega | Arbitrage : Meghan McLennan Ana Ortega |
| 16 juin 2025 12h00 | Rapport                  |         |                                     | Arbitrage : Meghan McLennan Ana Ortega | Arbitrage : Meghan McLennan Ana Ortega |

| Match 2            | France                            | 3 - 0   | Tchéquie |                                            |                                            |
| 16 juin 2025 14h00 | Le Nindre 34e, 45e · Duffrene 40e | (0 - 0) |          | Arbitrage : Jamie Telfer Kelly-Anne Foskin | Arbitrage : Jamie Telfer Kelly-Anne Foskin |
| 16 juin 2025 14h00 | Rapport                           |         |          | Arbitrage : Jamie Telfer Kelly-Anne Foskin | Arbitrage : Jamie Telfer Kelly-Anne Foskin |

| Match 5            | Pays de Galles          | 2 - 0   | Tchéquie |                                    |                                    |
| 17 juin 2025 12h00 | Bingham 22e · Peers 54e | (1 - 0) |          | Arbitrage : Sarah Craig Rob Argent | Arbitrage : Sarah Craig Rob Argent |
| 17 juin 2025 12h00 | Rapport                 |         |          | Arbitrage : Sarah Craig Rob Argent | Arbitrage : Sarah Craig Rob Argent |

| Match 6            | France                                       | 4 - 0   | Italie |                                        |                                        |
| 17 juin 2025 14h00 | Duffrene 6e · Lardeur 34e · Varoqui 40e, 56e | (1 - 0) |        | Arbitrage : Teresa Lipsky Jamie Telfer | Arbitrage : Teresa Lipsky Jamie Telfer |
| 17 juin 2025 14h00 | Rapport                                      |         |        | Arbitrage : Teresa Lipsky Jamie Telfer | Arbitrage : Teresa Lipsky Jamie Telfer |

| Match 9            | Italie                                          | 4 - 0   | Tchéquie |                                       |                                       |
| 19 juin 2025 12h00 | Lunghi 37e · Moras 44e · Oviedo 54e · Cabut 58e | (0 - 0) |          | Arbitrage : Sharne Mayers Yogita Pasi | Arbitrage : Sharne Mayers Yogita Pasi |
| 19 juin 2025 12h00 | Rapport                                         |         |          | Arbitrage : Sharne Mayers Yogita Pasi | Arbitrage : Sharne Mayers Yogita Pasi |

| Match 10           | Pays de Galles | 1 - 2   | France                     |                                              |                                              |
| 19 juin 2025 14h00 | Roberts 40e    | (0 - 1) | 22e Lardeur · 33e Lhopital | Arbitrage : Ilaria Amorosini Meghan McLennan | Arbitrage : Ilaria Amorosini Meghan McLennan |
| 19 juin 2025 14h00 | Rapport        |         |                            | Arbitrage : Ilaria Amorosini Meghan McLennan | Arbitrage : Ilaria Amorosini Meghan McLennan |

## Phase de classement

### Tableau de classement
|  | Demi-finales pour la 5e place | Demi-finales pour la 5e place | Demi-finales pour la 5e place | Demi-finales pour la 5e place |                        |          | Match pour la 5e place | Match pour la 5e place | Match pour la 5e place | Match pour la 5e place |
|  |                               |                               |                               |                               |                        |          |                        |                        |                        |                        |
|  | 21 juin 2025                  | 21 juin 2025                  | 21 juin 2025                  | 21 juin 2025                  |                        |          | 22 juin 2025           | 22 juin 2025           | 22 juin 2025           | 22 juin 2025           |
|  | A3                            | Afrique du Sud                | 0                             | 0                             |                        |          | 22 juin 2025           | 22 juin 2025           | 22 juin 2025           | 22 juin 2025           |
|  | A3                            | Afrique du Sud                | 0                             | 0                             |                        |          | 22 juin 2025           | 22 juin 2025           | 22 juin 2025           | 22 juin 2025           |
|  | B4                            | Tchéquie                      | 1                             | 1                             |                        |          | 22 juin 2025           | 22 juin 2025           | 22 juin 2025           | 22 juin 2025           |
|  | B4                            | Tchéquie                      | 1                             | 1                             | B4                     | Tchéquie | 3 (2)tab               | 3 (2)tab               |                        |                        |
|  | 21 juin 2025                  |                               |                               |                               | B4                     | Tchéquie | 3 (2)tab               | 3 (2)tab               |                        |                        |
|  |                               |                               | B3                            | Italie                        | 3 (1)                  | 3 (1)    |                        |                        |                        |                        |
|  | B3                            | Italie                        | B3                            | Italie                        | 3 (1)                  | 3 (1)    | 5                      | 5                      |                        |                        |
|  | B3                            | Italie                        |                               |                               |                        |          |                        | 5                      |                        |                        |
|  | A4                            | Malaisie                      | 0                             | 0                             |                        |          |                        |                        |                        |                        |
|  | A4                            | Malaisie                      | 0                             | 0                             | Match pour la 7e place |          |                        |                        |                        |                        |
|  |                               |                               |                               |                               |                        |          |                        |                        |                        |                        |
|  | 22 juin 2025                  |                               |                               |                               |                        |          |                        |                        |                        |                        |
|  | A3                            | Afrique du Sud                | 1 (3)                         | 1 (3)                         |                        |          |                        |                        |                        |                        |
|  | A3                            | Afrique du Sud                | 1 (3)                         | 1 (3)                         |                        |          |                        |                        |                        |                        |
|  | A4                            | Malaisie                      | 1 (4)tab                      | 1 (4)tab                      |                        |          |                        |                        |                        |                        |
|  | A4                            | Malaisie                      | 1 (4)tab                      | 1 (4)tab                      |                        |          |                        |                        |                        |                        |

### Demi-finales pour la5eplace
| Match 13           | Afrique du Sud | 0 - 1   | Tchéquie |                                          |                                          |
| 21 juin 2025 12h00 |                | (0 - 1) | 7e Nova  | Arbitrage : Ilaria Amorosini Yogita Pasi | Arbitrage : Ilaria Amorosini Yogita Pasi |
| 21 juin 2025 12h00 | Rapport        |         |          | Arbitrage : Ilaria Amorosini Yogita Pasi | Arbitrage : Ilaria Amorosini Yogita Pasi |

| Match 14           | Italie                                      | 5 - 0   | Malaisie |                                           |                                           |
| 21 juin 2025 14h15 | Lunghi 7e, 17e · Bruni 26e, 50e · Dalla 45e | (3 - 0) |          | Arbitrage : Meghan McLennan Sharne Mayers | Arbitrage : Meghan McLennan Sharne Mayers |
| 21 juin 2025 14h15 | Rapport                                     |         |          | Arbitrage : Meghan McLennan Sharne Mayers | Arbitrage : Meghan McLennan Sharne Mayers |

### Match pour la7eplace
| Match 17           | Afrique du Sud                                     | 1 - 1             | Malaisie                                        |                                          |                                          |
| 22 juin 2025 12h00 | Maddocks 56e                                       | (0 - 0)           | 49e Azhar                                       | Arbitrage : Ilaria Amorosini Yogita Pasi | Arbitrage : Ilaria Amorosini Yogita Pasi |
| 22 juin 2025 12h00 | Rapport                                            |                   |                                                 | Arbitrage : Ilaria Amorosini Yogita Pasi | Arbitrage : Ilaria Amorosini Yogita Pasi |
| 22 juin 2025 12h00 | Bobbs · T. Fourie · Zulu · De Oliveira · C. Fourie | Tirs au but 3 - 4 | Azhar · Nuramirah · S. Arfah · Mohammed · Fatin | Arbitrage : Ilaria Amorosini Yogita Pasi | Arbitrage : Ilaria Amorosini Yogita Pasi |

### Match pour la5eplace
| Match 18           | Tchéquie                                           | 3 - 3             | Italie                                      |                                       |                                       |
| 22 juin 2025 14h15 | Nova 5e, 56e · Hájková 60e                         | (1 - 2)           | 8e Cabut · 9e Brea · 34e Carta              | Arbitrage : Sarah Craig Sharne Mayers | Arbitrage : Sarah Craig Sharne Mayers |
| 22 juin 2025 14h15 | Rapport                                            |                   |                                             | Arbitrage : Sarah Craig Sharne Mayers | Arbitrage : Sarah Craig Sharne Mayers |
| 22 juin 2025 14h15 | Nováková · Hájková · Kolářová · Nováková · Babická | Tirs au but 2 - 1 | Carta · Moras · Lunghi · Fiorelli · Laurito | Arbitrage : Sarah Craig Sharne Mayers | Arbitrage : Sarah Craig Sharne Mayers |

## Phase de promotion

### Tableau de promotion
|  | Demi-finales | Demi-finales   | Demi-finales | Demi-finales |                               |          | Finale       | Finale       | Finale       | Finale       |
|  |              |                |              |              |                               |          |              |              |              |              |
|  | 21 juin 2025 | 21 juin 2025   | 21 juin 2025 | 21 juin 2025 |                               |          | 22 juin 2025 | 22 juin 2025 | 22 juin 2025 | 22 juin 2025 |
|  | A1           | Uruguay        | 2            | 2            |                               |          | 22 juin 2025 | 22 juin 2025 | 22 juin 2025 | 22 juin 2025 |
|  | A1           | Uruguay        | 2            | 2            |                               |          | 22 juin 2025 | 22 juin 2025 | 22 juin 2025 | 22 juin 2025 |
|  | B2           | Pays de Galles | 1            | 1            |                               |          | 22 juin 2025 | 22 juin 2025 | 22 juin 2025 | 22 juin 2025 |
|  | B2           | Pays de Galles | 1            | 1            | A1                            | Uruguay  | 3 (1)        | 3 (1)        |              |              |
|  | 21 juin 2025 |                |              |              | A1                            | Uruguay  | 3 (1)        | 3 (1)        |              |              |
|  |              |                | B1           | France       | 3 (3)tab                      | 3 (3)tab |              |              |              |              |
|  | B1           | France         | B1           | France       | 3 (3)tab                      | 3 (3)tab | 4            | 4            |              |              |
|  | B1           | France         |              |              |                               |          |              | 4            |              |              |
|  | A2           | Pologne        | 1            | 1            |                               |          |              |              |              |              |
|  | A2           | Pologne        | 1            | 1            | Match pour la troisième place |          |              |              |              |              |
|  |              |                |              |              |                               |          |              |              |              |              |
|  | 22 juin 2025 |                |              |              |                               |          |              |              |              |              |
|  | B2           | Pays de Galles | 1            | 1            |                               |          |              |              |              |              |
|  | B2           | Pays de Galles | 1            | 1            |                               |          |              |              |              |              |
|  | A2           | Pologne        | 0            | 0            |                               |          |              |              |              |              |
|  | A2           | Pologne        | 0            | 0            |                               |          |              |              |              |              |

### Demi-finales
| Match 15           | Uruguay               | 2 - 1   | Pays de Galles |                                      |                                      |
| 21 juin 2025 16h30 | Vilar 29e · Viana 34e | (1 - 1) | 23e Atkin      | Arbitrage : Teresa Lipsky Ana Ortega | Arbitrage : Teresa Lipsky Ana Ortega |
| 21 juin 2025 16h30 | Rapport               |         |                | Arbitrage : Teresa Lipsky Ana Ortega | Arbitrage : Teresa Lipsky Ana Ortega |

| Match 16           | Pologne     | 1 - 4   | France                              |                                          |                                          |
| 21 juin 2025 18h45 | Katerla 56e | (0 - 2) | 4e Lhopital · 26e, 46e, 57e Verzura | Arbitrage : Rob Argent Kelly-Anne Foskin | Arbitrage : Rob Argent Kelly-Anne Foskin |
| 21 juin 2025 18h45 | Rapport     |         |                                     | Arbitrage : Rob Argent Kelly-Anne Foskin | Arbitrage : Rob Argent Kelly-Anne Foskin |

### Match pour la3eplace
| Match 19           | Pologne | 0 - 1   | Pays de Galles |                                   |                                   |
| 22 juin 2025 16h30 |         | (0 - 0) | 35e Roberts    | Arbitrage : Rob Argent Ana Ortega | Arbitrage : Rob Argent Ana Ortega |
| 22 juin 2025 16h30 | Rapport |         |                | Arbitrage : Rob Argent Ana Ortega | Arbitrage : Rob Argent Ana Ortega |

### Finale
| Match 20           | Uruguay                                  | 3 - 3             | France                           |                                            |                                            |
| 22 juin 2025 18h45 | Quiñones 11e · Vilar 56e · Amadeo 59e    | (1 - 1)           | 15e, 44e Duffrène · 57e Lhopital | Arbitrage : Jamie Telfer Kelly-Anne Foskin | Arbitrage : Jamie Telfer Kelly-Anne Foskin |
| 22 juin 2025 18h45 | Rapport                                  |                   |                                  | Arbitrage : Jamie Telfer Kelly-Anne Foskin | Arbitrage : Jamie Telfer Kelly-Anne Foskin |
| 22 juin 2025 18h45 | Curutchague · Viana · Quiñones · Civetta | Tirs au but 1 - 3 | Schubert · Verzura · Varoqui     | Arbitrage : Jamie Telfer Kelly-Anne Foskin | Arbitrage : Jamie Telfer Kelly-Anne Foskin |

## Statistiques

### Buteuses

#### 5 buts
- Manuela Vilar

#### 4 buts
- Mathilde Duffrene
- Lola Brea

#### 3 buts
- Linda Nova
- Yohanna Lhopital
- Eve Verzura
- Nur Azhar
- Sandra Tatarczuk
- Manuela Quinones

#### 2 buts
- Inès Lardeur
- Paola le Nindre
- Pauline Varoqui
- Antonella Bruni
- Victoria Cabut
- Maria Lunghi
- Guadalupe Moras
- Oliwia Krychniak
- Beth Peers
- Lily Roberts

#### 1 but
- Natálie Nájková
- Federica Carta
- Teresa Dalla
- Ailin Oviedo
- Dayang Abang
- Amelia Katerla
- Hanna Wochna
- Quanita Bobbs
- Charné Maddocks
- Ntsopa Mokoena
- Daniella de Oliveira
- Hannah Pearce
- Onthatile Zulu
- Sol Amadeo
- Manuela Barrandeguy
- Kaisuami Dallorso
- Teresa Viana
- Anja Atkin
- Elizabeth Bingham
- Amy Cradden
- Millie Holme

### Classement final
| Rang                          | Groupe | Équipe         | J | G | N | P | BP | BC | Diff | Pts | Classement mondial FIH | Classement mondial FIH | Classement mondial FIH |
| Rang                          | Groupe | Équipe         | J | G | N | P | BP | BC | Diff | Pts | Avant                  | Après                  | Chgt                   |
| ----------------------------- | ------ | -------------- | - | - | - | - | -- | -- | ---- | --- | ---------------------- | ---------------------- | ---------------------- |
| Médaille d'or                 | B      | France         | 5 | 4 | 1 | 0 | 16 | 5  | +11  | 13  | 19                     | 17                     | +2                     |
| Médaille d'argent             | A      | Uruguay        | 5 | 3 | 2 | 0 | 12 | 7  | +5   | 11  | 24                     | 22                     | +2                     |
| Médaille de bronze            | B      | Pays de Galles | 5 | 2 | 1 | 2 | 8  | 7  | +1   | 7   | 25                     | 25                     | 0                      |
| 4                             | A      | Pologne H      | 5 | 2 | 1 | 2 | 7  | 8  | -1   | 7   | 27                     | 26                     | +1                     |
| Éliminées en phase de groupes |        |                |   |   |   |   |    |    |      |     |                        |                        |                        |
| 5                             | B      | Tchéquie       | 5 | 1 | 1 | 3 | 4  | 12 | -8   | 4   | 26                     | 27                     | -1                     |
| 6                             | B      | Italie         | 5 | 2 | 2 | 1 | 15 | 10 | +5   | 8   | 18                     | 18                     | 0                      |
| 7                             | A      | Malaisie       | 5 | 0 | 1 | 4 | 4  | 15 | -11  | 1   | 23                     | 24                     | -1                     |
| 8                             | A      | Afrique du Sud | 5 | 1 | 1 | 3 | 6  | 8  | -2   | 4   | 21                     | 23                     | -2                     |

|  | Nation promue pour la Coupe des nations 2025-2026 |